# Chocóskrikuv
Chocóskrikuv (Megascops centralis) är en fågel i familjen ugglor inom ordningen ugglefåglar.

## Utseende och läte
Chocóskrikuven är en liten, kryptiskt tecknad uggla med gula ögon. Fjäderdräkten varierar från gråbrun till rödaktig. Den kan inte med säkerhet artbestämmas på utseendet, men är den enda skrikuven i större delen av utbredningsområdet och i dess levnadsmiljö. Lätet är distinkt, en spinnande drill som lätt kan misstas för en padda eller en insekt.

## Utbredning och systematik
Chocóskrikuven förekommer från centrala Panama till norra Colombia och västra Ecuador. Den kategoriserades tidigare som en del av M. guatemalae och vissa gör det fortfarande.

## Levnadssätt
Chocóskrikuven hittas i tropiska låglänta skogar. Där håller den sig väl gömd i undervegetationen.

## Status
IUCN erkänner den inte som art, varför den inte placeras i någon hotkategori.

## Namn
Chocó är ett område i nordvästra Colombia tillika ett departement.